# Gamasomorpha testudinella
Gamasomorpha testudinella là một loài nhện trong họ Oonopidae.
Loài này thuộc chi Gamasomorpha. Gamasomorpha testudinella được Lucien Berland miêu tả năm 1914.